# Annie Jennings
Annie Jennings, nata Thomas (Chesterfield, 12 novembre 1884 – Chesterfield, 20 novembre 1999), è stata una supercentenaria britannica che fu la persona vivente più longeva d'Europa dal 9 dicembre 1997, con la morte della 114enne connazionale Lucy Askew, fino al suo stesso decesso, avvenuto quasi due anni dopo.

## Biografia
Annie Jennings nacque a Chesterfield, nella contea inglese del Derbyshire, il 12 novembre 1884, dove visse anche nei suoi ultimi anni; compì in questa città, infatti, sia i 114 che i 115 anni. Il 9 dicembre 1997, con la morte di Lucy Jane Askew, Annie Jennings divenne la persona vivente più longeva del Regno Unito e di tutto il continente europeo.
La donna, di professione insegnante, non si sposò mai e non ebbe figli; alla notizia della sua menzione nel libro del Guinness World Records, si rivelò piuttosto contrariata. Annie Jennings risulta tuttora la terza persona più longeva della storia britannica, dietro a Charlotte Hughes e a Ethel Caterham.
Al momento della sua morte, avvenuta il 20 novembre 1999 a Chesterfield all'età di 115 anni e 8 giorni, Annie Jennings era la seconda persona vivente più longeva al mondo, dietro alla statunitense Sarah Knauss, nonché l'ultima persona al mondo nata nel 1884 rimasta in vita; quel giorno il titolo di decana d'Europa passò alla connazionale Eva Morris.